# Il regno animale
Il regno animale è il primo libro scritto da Francesco Bianconi e pubblicato il 3 maggio 2011 da Mondadori.
Si tratto di un romanzo immaginifico, lirico e contemporaneo. Bianconi, paroliere e frontman dei Baustelle, si cimenta con la narrativa in un romanzo forte e di spessore, che ricorda in maniera più attualizzata, La vita agra di Luciano Bianciardi, a cui lo stesso Bianconi aveva dedicato la canzone Un romantico a Milano contenuta nell'album La malavita (2005).
Protagonisti sono quattro giovani, che rappresentano una generazione angosciata e frustrata dalle difficoltà e dalla mancanza di prospettive. Le loro vite "sprecate" si toccano in una Milano priva di ogni colore e in un mondo in cui sembra essere perduta ogni forma di purezza. Due di questi (Alberto, in particolare, e Francesco) possono essere considerati degli alter ego dell'autore Bianconi, che quindi in parte descrive anche delle vicende autobiografiche.
Caratteristica del libro, la presenza di note a piè di pagina che diventano, a loro volta, piccoli racconti.
La foto della copertina si chiama "India (Coyote), 2010" e è del fotografo statunitense Ryan McGinley. Archiviato il 19 ottobre 2016 in Internet Archive.

## Trama
Alberto, un ragazzo proveniente dalla provincia toscana, si trasferisce a Milano, attirato da un lavoro precario. Il suo sogno è quello di fare lo scrittore, o perlomeno il giornalista. Ha attacchi di panico e problemi di erezione.
Susi è una ragazza bella e magra, che vorrebbe invece fare il percorso inverso, ossia andarsene da quella città che lei considera «un puzzo di piscio, hashish, benzina, cocaina bruciata e di Chanel nº 5 e di milioni di essenze del pianoterra della Rinascente». Nel frattempo si taglia il corpo con una lametta.
Sandro è invece rimasto in provincia. Da bambino pescava le rane con Alberto. Nel frattempo è ingrassato, è in cassa-integrazione e passa il tempo a bere Fernet in un bar.
Francesco fa il cantante in una band indie di successo. È l'unica vittima di un attentato avvenuto in una festa alla moda in cui si sentiva, per altro, un po' a disagio.